# Медведевский сельсовет (Нижегородская область)
Медве́девский сельсовет — административно-территориальное образование, подчинённое городу областного значения Семёнов в Нижегородской области Российской Федерации.
В рамках организации местного самоуправления территория сельсовета входит в  городской округ Семёновский. С 2004 до 2011 года сельсовет как муниципальное образование имел статус сельского поселения в составе Семёновского муниципального района.
В рамках административно-территориального устройства сельсовет до 2011 года входил в Семёновский район Нижегородской области.
Административный центр сельсовета — деревня Медведево.

## Населённые пункты
В сельсовет входят 9 населённых пунктов:
| № | Населённый пункт  | Тип     | Население |
| - | ----------------- | ------- | --------- |
| 1 | Большое Васильево | деревня | ↘69       |
| 2 | Деяново           | деревня | ↗205      |
| 3 | Дьяково           | деревня | ↗360      |
| 4 | Жужелка           | деревня | ↗32       |
| 5 | Зеленый           | посёлок | ↘123      |
| 6 | Колосково         | деревня | ↘18       |
| 7 | Медведево         | деревня | ↘472      |
| 8 | Содомово          | деревня | ↗69       |
| 9 | Чернуха           | деревня | →0        |